# 薬物性健忘
薬物性健忘（やくぶつせいけんぼう、Drug-induced amnesia）とは、薬物によって引き起こされる記憶喪失である。この症状は主に、アルコールや精神疾患の治療薬として使われるベンゾジアゼピンによる副作用によって引き起こされる場合があり、医療行為の結果として発生することもある。また、遅効性がある非経口投与型の全身麻酔薬によっても引き起こされる可能性がある。

## 医療での利用
主に手術中などには、患者は健忘状態であることが望ましい。よって、全身麻酔が必要な手術では意図的に記憶喪失を誘発するようにしている。不安障害の治療薬として利用されているベンゾジアゼピンなどの鎮静薬は、手術前に高用量処方することによって、手術を思い出さないようにするために使用されることがある。このような記憶に作用する薬剤は、人工呼吸器を使わなければ呼吸が困難な子供の意識を低下させるため意図的な昏睡状態を引き起こすために使用されたり、頭部外傷によって起こる頭蓋内圧の上昇を抑制するために使用される。
人間の記憶について研究し、精神疾患や記憶に関連する障害を治療するためにより効果が高い薬を開発するため、記憶喪失を誘発する薬剤の実験が行われている。この研究によって、アルツハイマー症や認知症の治療が容易になる可能性がある。さらに記憶喪失を引き起こす薬物が、脳においてどのような相互作用を起こすかを研究することによって、神経伝達物質が記憶の形成にどう作用しているかという問題が解明されることが期待されている。
Holmes et al. (2010) によれば、メディアは最近の2つの記憶に関する研究によってトラウマ的な記憶を「消去」することができると報じたが、それは誤りであると指摘している。これらの研究によれば、トラウマに関する記憶自体はそのまま残るものの、トラウマ的な記憶に関する恐怖の感情が有意に減少したことを報告した。同様の研究として、 Brunet et al. (2008)は、慢性的な心的外傷後ストレス障害者にプロプラノロールを1日投与したところ、トラウマ的な記憶を保持したままではあるものの、トラウマ的な記憶に対する恐怖反応が減少したことを報告している。人間は記憶する過程において、脳内で記憶を復元する必要がある。しかし、この過程において記憶喪失を誘発する薬剤を投与することで、記憶の過程を混乱させることができる。その結果として記憶自体は残るものの、その記憶に対する感情的な反応を抑えることができる。このような研究は、こうした薬物によって心的外傷後ストレス障害の患者がトラウマを感情的に追体験することなく、トラウマをより良く処理できる可能性を示唆している。このため、犯罪に巻き込まれた被害者（例えば殺人未遂による生き残りなど）に発生するトラウマ的な出来事を、研究で示されたような薬物によって変化させた場合、法的かつ倫理的な問題が発生する可能性が指摘されている 。

## 非薬物性健忘
記憶喪失は処方薬、または市販薬による副作用によっても生じる可能性がある。アルコールと薬物乱用の両方によって、長期あるいは短期的な記憶喪失を引き起こし、失神にまで至る可能性がある。
記憶喪失を引き起こす可能性がある薬剤の中で、最もよく使われるものはベンゾジアゼピンであり、特にアルコールと併用することによって記憶喪失を引き起こしやすい。一方、少量のトリアゾラム（ハルシオン）については、記憶障害や健忘症とは直接的な関係はない。

## 大衆文化
- 1970年代のSFテレビシリーズである「謎の円盤UFO」 では、シャドーの工作員と接触したもの、あるいはその活動を目撃したものに記憶喪失を引き起こす薬が投与される描写がある。
- 2004年の映画「エターナル・サンシャイン」では、主人公であるジョエル・バリッシュ（ジム・キャリー）がかつての恋人であるレメンタイン・クルシェンスキー（ケイト・ウィンスレット）との記憶を消す手術を受けることを決意する。
- 2009年の映画「ハングオーバー! 消えた花ムコと史上最悪の二日酔い」では、記憶を喪失する薬として登場するデートレイプドラッグを飲んだ後の後遺症に対処する様子が描かれる。
- テレビドラマ「アレステッド・ディベロプメント」内の「バスター、アザラシ恐怖症を克服」というエピソードでは、マジシャンのトリックがどのように行われるかという議論において薬物性健忘について述べられている。
- 2010年に発売されたPCゲーム「Amnesia: The Dark Descent」では、プレイヤーであるダニエルがブレネンブルク城で記憶喪失に陥り、自分の記憶を思い出そうとしていく物語となっている。
- 2013年に発行された小説「Allegiant（英語版）」では、人々の記憶を消すために「記憶血清」と呼ばれるものが使用されている。
- 共同創作コミュニティサイトである「SCP財団」では、多くの記事において「記憶処理剤」と呼ばれる記憶喪失を誘発する薬物について数多く創作がなされているが、その使用方法は一般社会から自身の組織や異常なオブジェクトを秘匿するために使用されている手段の1つとされている[9]。
- ティーン向けの小説として有名な「メイズ・ランナー」では、登場人物が薬物による記憶喪失から目覚め、それがストーリーを動かす大きな要素の1つとなっている。
- テレビドラマ「ドクター・フー」のシリーズ3のエピソード「大渋滞」では、記憶喪失を誘発する薬剤が販売されている。
- テレビドラマ「ブラインドスポット タトゥーの女」では、主人公であるジェーンの記憶がZIPという薬物で完全に消去されている[10][11]。
- 2018年のスウェーデン映画「アンシンカブル 襲来（英語版）」では、雨を介して拡散する記憶喪失を誘発する化学物質が、スウェーデン侵略の前段階として使用されている。
- アンディ・ウィアーのSF小説である「プロジェクト・ヘイル・メアリー」では、主人公であるライランド・グレースが薬物による記憶喪失を伴いつつ、昏睡状態から目覚めることからストーリーが始まる。

## 神話において
ギリシア神話に登場する「Nepenthes」は忘れ薬として知られる。ギリシア語で「ne=無 penthos =憂い」という意味で、直訳すれば「悲しみを追い払うもの」となる。オデッセイアにおいては、トロイのヘレンに与えられたものであり、エジプトが原産地であるとされている。服用すれば悲しい記憶を忘れ去ることができるという。